# Daniel Elias Garcia
Daniel Elias García (nacido el 30 de agosto de 1960) es un prelado católico estadounidense.  Desde 2025, ha sido designado como obispo electo de Austin.  Anteriormente, se desempeñó como obispo auxiliar de esa misma diócesis entre 2015 y 2019, y posteriormente como obispo de Monterey en California, cargo que ocupó desde el 2019 hasta 2025.

## Biografía

### Primeros años y educación
Daniel García nació el 30 de agosto de 1960 en Cameron, Texas, siendo el primer hijo de Daniel y Sarah García.  Completó sus estudios secundarios en la escuela superior CH Yoe High School de su ciudad natal, graduándose en 1978.  Posteriormente, obtuvo un grado asociado en el Tyler Junior College en Tyler, Texas, en el año 1982.
Al decidir seguir la vocación sacerdotal, García ingresó al Seminario de Santa María, adscrito a la Universidad de St. Thomas en Houston, Texas. Obtuvo un bachillerato en Artes en 1984 y completó una maestría en Divinidad en 1988.

### Ordenación y ministerio
García fue ordenado sacerdote para la diócesis de Austin el 28 de mayo de 1988, en la iglesia de Santa Mónica en Cameron, Texas.  La ordenación fue presidida por el entonces obispo John E. McCarthy.
Tras su ordenación sacerdotal en 1988, la diócesis de Austin asignó a García como vicario parroquial en varias parroquias de la ciudad de Austin, Texas.  Entre ellas se encuentran:
- Santa Catalina de Siena (1988 a 1990)
- Cristo Rey
- San Luis, rey de Francia
- Santa María Magdalena [5][6]

En 1992, García fue enviado a la arquidiócesis de Galveston-Houston, donde sirvió como vicario parroquial en la parroquia Santa María Magdalena en la ciudad de Houston.  En 1995, regresó a la diócesis de Austin, donde fue nombrado párroco de la parroquia San Vicente de Paúl en Austin, cargo que desempeñó durante 18 años consecutivos. En 2007, obtuvo una maestría en Estudios Litúrgicos otorgada por la de la Escuela de Teología de Saint John, ubicada en Collegeville, Minnesota.
Además de su labor pastoral en las parroquias, García desempeñó diversas funciones administrativas y consultivas dentro de la diócesis de Austin.  Fue miembro de la junta de personal sacerdotal y del colegio de consultores.  También presidió el consejo presbiteral y ejerció como decano del decanato norte de Austin.  Asimismo, fue nombrado maestro de ceremonias del obispo.  El 3 de marzo de 2014, el obispo Joe S. Vásquez lo designó como moderador de la curia diocesana.

### Obispo auxiliar de Austin

Escudo de armas como obispo auxiliar de Austin

El 21 de enero de 2015, el  papa Francisco nombró a Daniel García como obispo auxiliar de Austin y obispo titular de Capsus.  Recibió la consagración episcopal el 3 de marzo de 2015, de manos del obispo Joe S. Vásquez, actuando como co-consagrantes el arzobispo Gregory Aymond y el obispo Michael Sis.

### Obispo de Monterey

Escudo de armas como obispo de Monterey

El 27 de noviembre de 2018, el papa Francisco nombró a Daniel García como obispo de Monterey, en California.  Fue instalado oficialmente en la diócesis el 29 de enero de 2019.

### Obispo de Austin
El 2 de julio de 2025, el Papa León XIV nombró a García obispo de Austin.